# Monique Sullivan
Monique Sullivan (* 21. Februar 1989 in Calgary) ist  eine ehemalige kanadische Bahnradsportlerin, die auf die Kurzzeitdisziplinen spezialisiert war.
2007 wurde Monique Sullivan zweifache kanadische Junioren-Meisterin im Sprint und im 500-Meter-Zeitfahren. Bei den UCI-Bahn-Weltmeisterschaften der Junioren im selben Jahr in Aguascalientes errang sie die Bronzemedaille im Keirin. 2008 wurde sie zweifache kanadische Meisterin der Elite-Klasse im Keirin und im Zeitfahren.
2010 belegte Sullivan bei den Bahn-Weltmeisterschaften in Ballerup bei Kopenhagen Platz neun im Keirin sowie Platz 14 im Zeitfahren. Bei den Commonwealth Games im selben Jahr in Delhi wurde sie gemeinsam mit Tara Whitten Dritte im Teamsprint. 2011 wurde sie erneut kanadische Doppel-Meisterin, im Keirin und im Sprint. 2012 errang sie bei den Panamerikanischen Meisterschaften zwei Goldmedaillen, ebenfalls in Keirin und Sprint. Bei den Panamerikanischen Spielen 2015 in Toronto belegte sie als erste Kanadierin dreimal Platz eins, im Sprint, im Keirin und im Teamsprint (mit Kate O’Brien).
2016 wurde Monique Sullivan für die Teilnahme an den Olympischen Spielen in Rio de Janeiro nominiert. Im Sprint belegte sie Platz 17, im Keirin Platz 25. Gemeinsam mit Kate O’Brien wurde sie im Teamsprint Achte. Anschließend beendete sie ihre Radsportlaufbahn.
Sullivan nahm ein Ingenieursstudium an der University of Calgary auf und gründete den Monique Sullivan Development Fund Award zur Unterstützung von Nachwuchsradsportlern. Für ihre universitären Leistungen sowie ihren bürgerschaftlichen Einsatz wurde sie im November 2018 mit dem CBE Legacy Award (CBE = Calgary Board of Education) ausgezeichnet.

## Erfolge
2007
- Junioren-Weltmeisterschaft – Keirin
- Kanadische Junioren-Meisterin – Sprint, 500-Meter-Zeitfahren

2008
- Kanadische Meisterin – Keirin, 500-Meter-Zeitfahren

2010
- Commonwealth Games – Teamsprint (mit Tara Whitten)

2011
- Kanadische Meisterin – Sprint, Keirin

2012
- Panamerikameisterin – Sprint, Keirin

2014
- Kanadische Meisterin – Keirin, 500-Meter-Zeitfahren, Teamsprint (mit Kate O’Brien)

2015
- Panamerikameisterin – Sprint, Keirin
- Panamerikaspiele – Sprint, Keirin, Teamsprint (mit Kate O’Brien)
- Kanadische Meisterin – Teamsprint (mit Kate O’Brien)